# Atletismo nos Jogos Pan-Americanos de 1963 - 3000 m com obstáculos masculino
A prova dos 3000 m com obstáculos masculino nos Jogos Pan-Americanos de 1963 foi realizada em São Paulo, Brasil.

## Medalhistas
| Ouro                             | Prata                       | Bronze                           |
| Jeff Fishback USA Estados Unidos | Sebastião Mendes BRA Brasil | Albertino Etchechury URU Uruguai |

## Resultados
| Posição           | Nome                 | Nacionalidade      | Tempo  | Notas |
| ----------------- | -------------------- | ------------------ | ------ | ----- |
| Medalha de ouro   | Jeff Fishback        | USA Estados Unidos | 9:07.9 |       |
| Medalha de prata  | Sebastião Mendes     | BRA Brasil         | 9:12.8 |       |
| Medalha de bronze | Albertino Etchechury | URU Uruguai        | 9:17.3 |       |
| 4                 | Alberto Ríos         | ARG Argentina      | 9:32.0 |       |
| 5                 | Antônio de Azevedo   | BRA Brasil         | 9:42.4 |       |